# Лангоско
Ланго̀ско (на италиански: Langosco, на местен диалект: Langusch, Лангуск) е село и община в Северна Италия, провинция Павия, регион Ломбардия. Разположено е на 111 m надморска височина. Населението на общината е 390 души (към 2017 г.).